# ガーデンモール木津川
ガーデンモール木津川（ガーデンモールきづがわ）は、京都府木津川市州見台にある大型ショッピングモール。カインズとフレンドマートが核テナント。2008年（平成20年）3月20日開業
。設計はハーツアンドエー、建設はジェイオー建設。
商業施設メーカーのミキシングが運営していたが、2008年5月16日にミキシングが経営破綻。また、建設費用も未払いとなり、ジェイオー建設の発注者の日本エスコンに対する損害賠償を含めた訴訟やジェイオー建設の民事再生法の申請につながった。
運営会社が事業停止したことで入居店舗の共同運営となっていたが、2009年6月から平和堂が核となりモールを運営することになった。

## 主なテナント

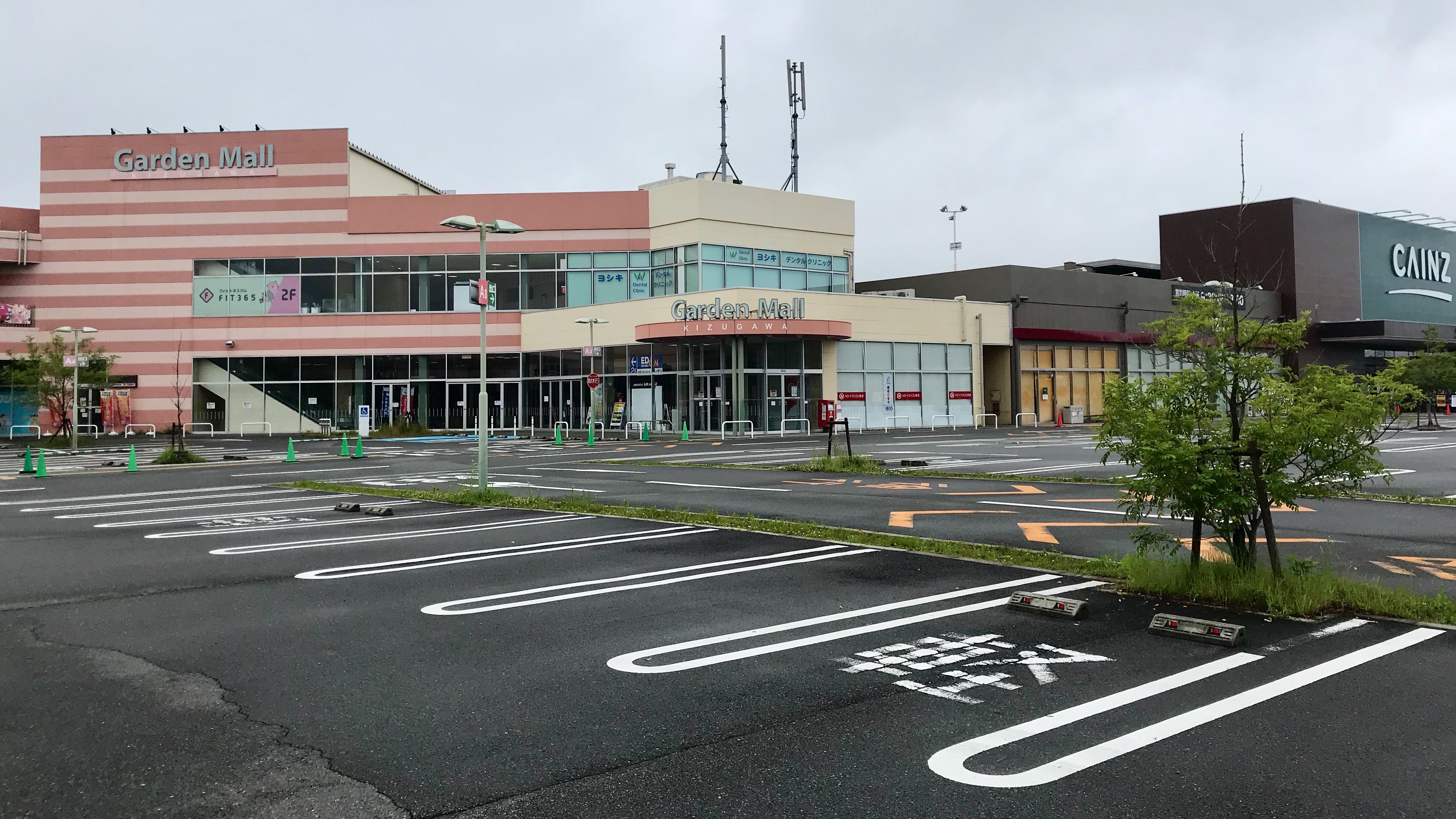
本館とカインズ棟

### 本館
- 1階
  - フレンドマート[1]
  - CROCEED GREEN LABEL
  - SHOO・LA・RUE
  - ビジョンメガネ
  - ふとんの杉村屋
  - スーツセレクト
  - イセヅドライ
  - 宝くじ木津川チャンスセンター
  - 南都銀行
  - ほけんガーデン。
  - 買取大吉
  - しまむら
  - マツモトキヨシ
- 2階
  - エディオン
  - 西松屋
  - 宮脇書店
  - アミュージアム
  - 100円ショップ シルク
  - 木津川市観光協会
  - 木津川市かるがも園
  - 木津川市つどいのひろば
  - PROSPEED
  - フォトスタジオワタナベ
  - フルールワタナベ
  - カーブス
  - PLWダンススタジオ
  - カワイ音楽教室
  - PEPPY KIDS CLUB

### カインズ棟
- クリーニングメイ
- ほけんデザイン
- イエローハット

## アクセス
- 奈良駅西口・近鉄奈良駅から奈良交通バス153系統・156系統で「州見台八丁目北」下車
- 高の原駅から奈良交通バス31系統・33系統、またはきのつバス木-1（梅谷～高の原駅コース）で「州見台八丁目北」下車
- 木津駅から奈良交通バス33系統、またはきのつバス木-1（梅谷～高の原駅コース）で「州見台八丁目北」下車
- 山田川駅・西木津駅からきのつバス木-1（梅谷～高の原駅コース）で「州見台八丁目北」下車

## 備考
- 計画段階ではガーデンモール木津南と呼ばれていた[2]。
- エレベーターとエスカレーターは東芝エレベータ製を採用。
- オープン当初、2008年3月2日に閉店した奈良店が移転オープンしたアカチャンホンポ木津川店が入居していたが[5]、木津川店も2009年5月31日をもって閉店した[6]。同様に、オープン後しばらくすると、千金ワールド木津川店やホビーショップタムタム木津川店、飲食店など他の店舗でも閉店が相次いだ。